# Oud Wulfseweg
De Oud Wulfseweg is een weg in de Nederlandse gemeente Houten. Deze weg loopt vanaf de Mereveldseweg en de Fortweg waar hij in overgaat tot aan de Rondweg. Op de Oud Wulfseweg komt de Utrechtseweg uit.
De Oud Wulfseweg heeft zijn naam te danken aan kasteel Oud-Wulven dat hier ooit heeft gestaan. Aan de weg ligt een aantal boerderijen waarvan sommige de status van monument hebben. Aan de weg liggen sportvelden en sinds 2005 de Algemene Begraafplaats Oud Wulven. Ook het Landelijk Moluks Kerkelijk Centrum (MKC) is hier gevestigd.
Tussen de Oud Wulfseweg en Mereveldseweg loopt de spoorlijn van Utrecht naar Boxtel. Een spoorwegovergang verbond vele jaren beide wegen met elkaar. In 2012 kwam er een tunnel onder het spoor voor in de plaats.

## Fotogalerij

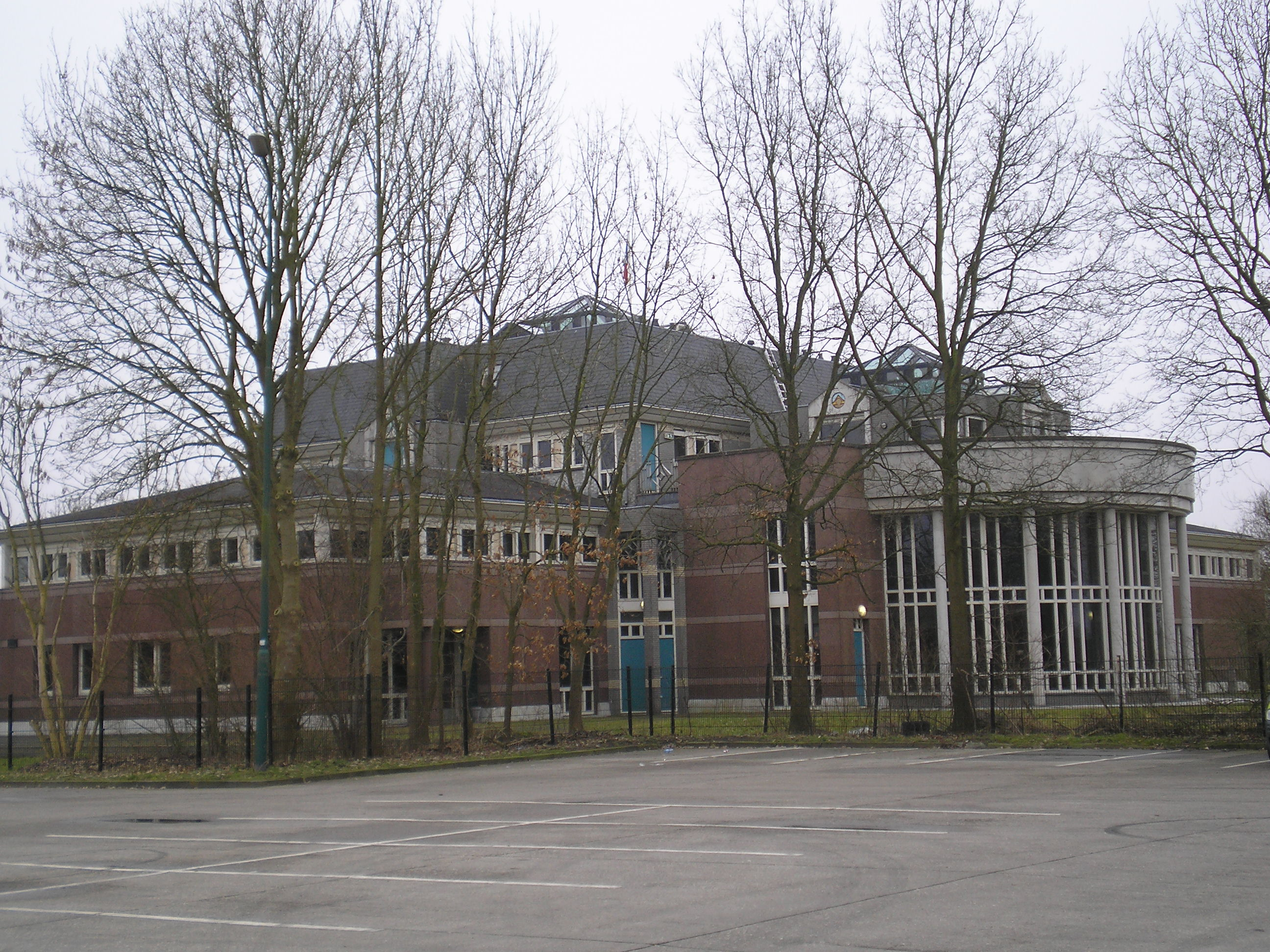
Moluks Kerkelijk Centrum Oud Wulfseweg 1
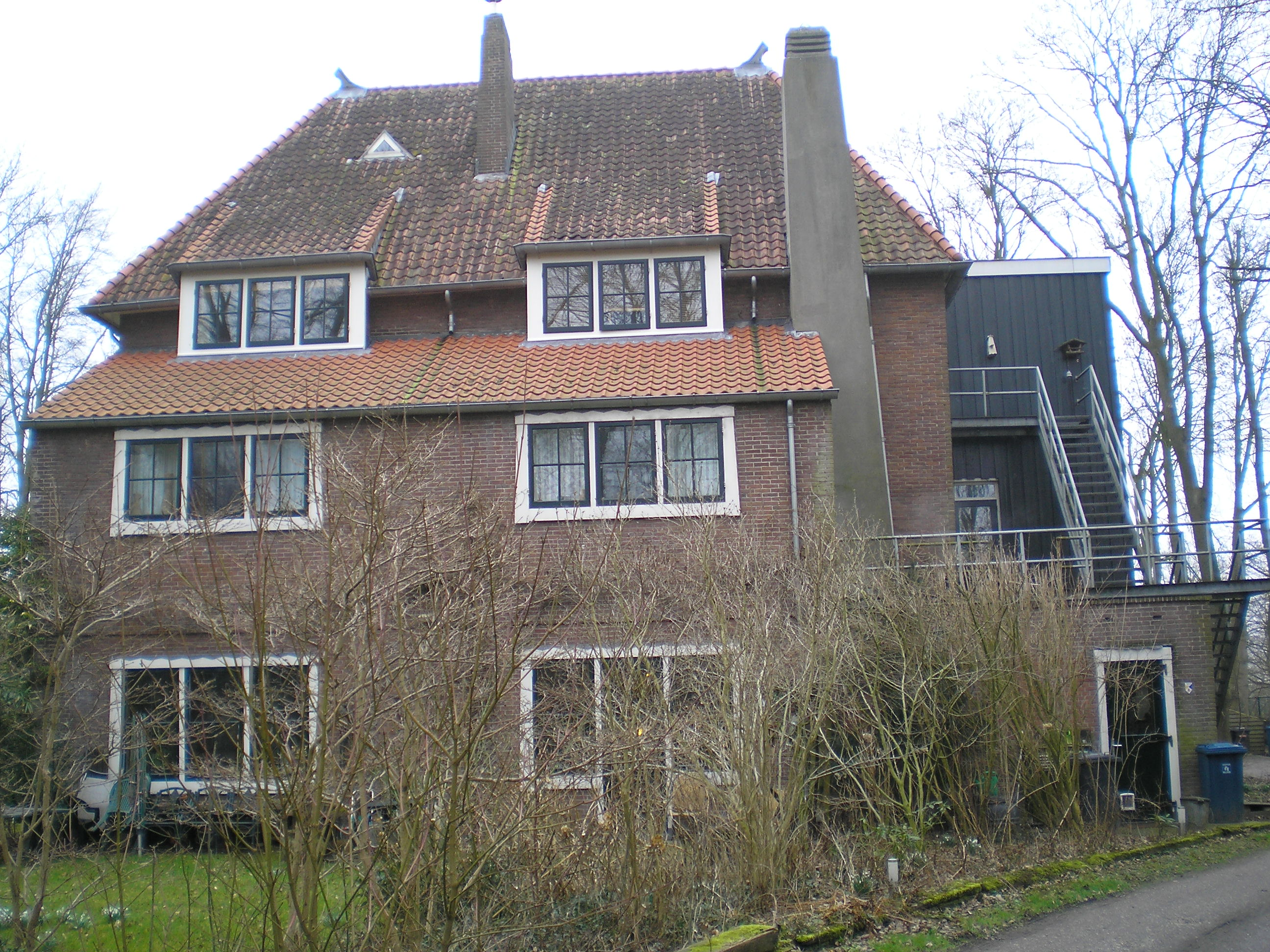
Voormalig rusthuis Oud Wulfseweg 4 (monument)
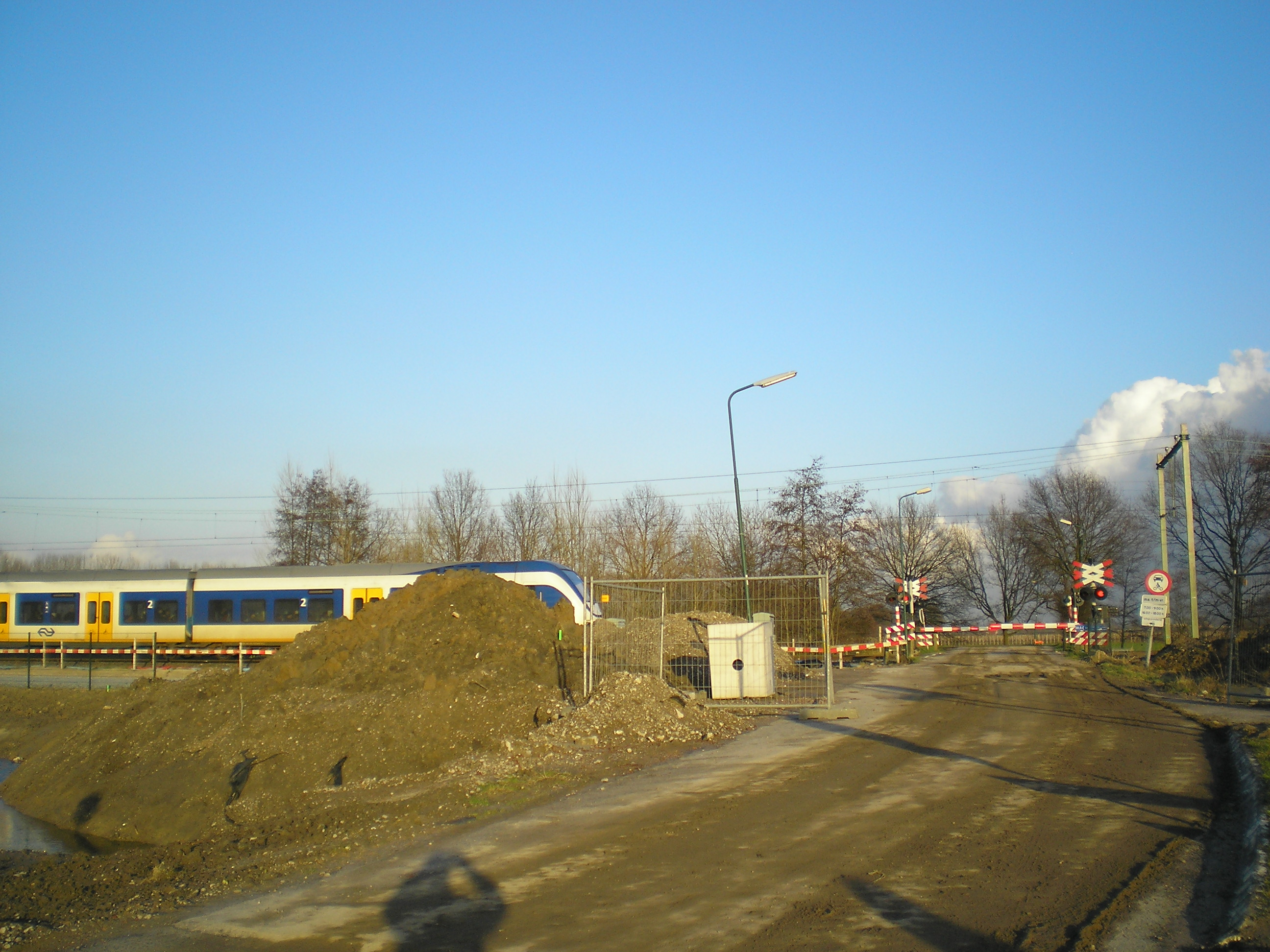
Oude spoorwegovergang
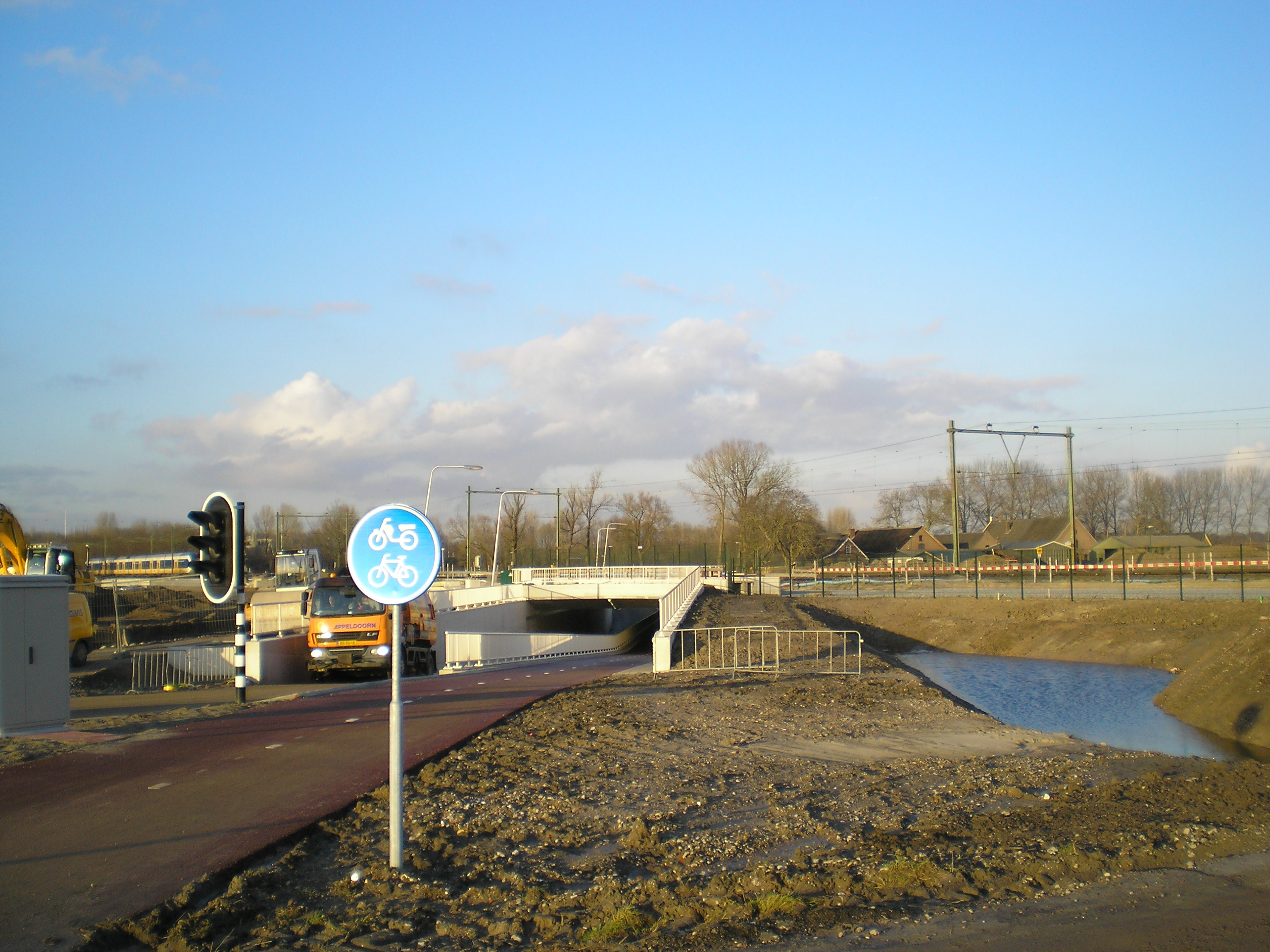
Tunnel onder het spoor
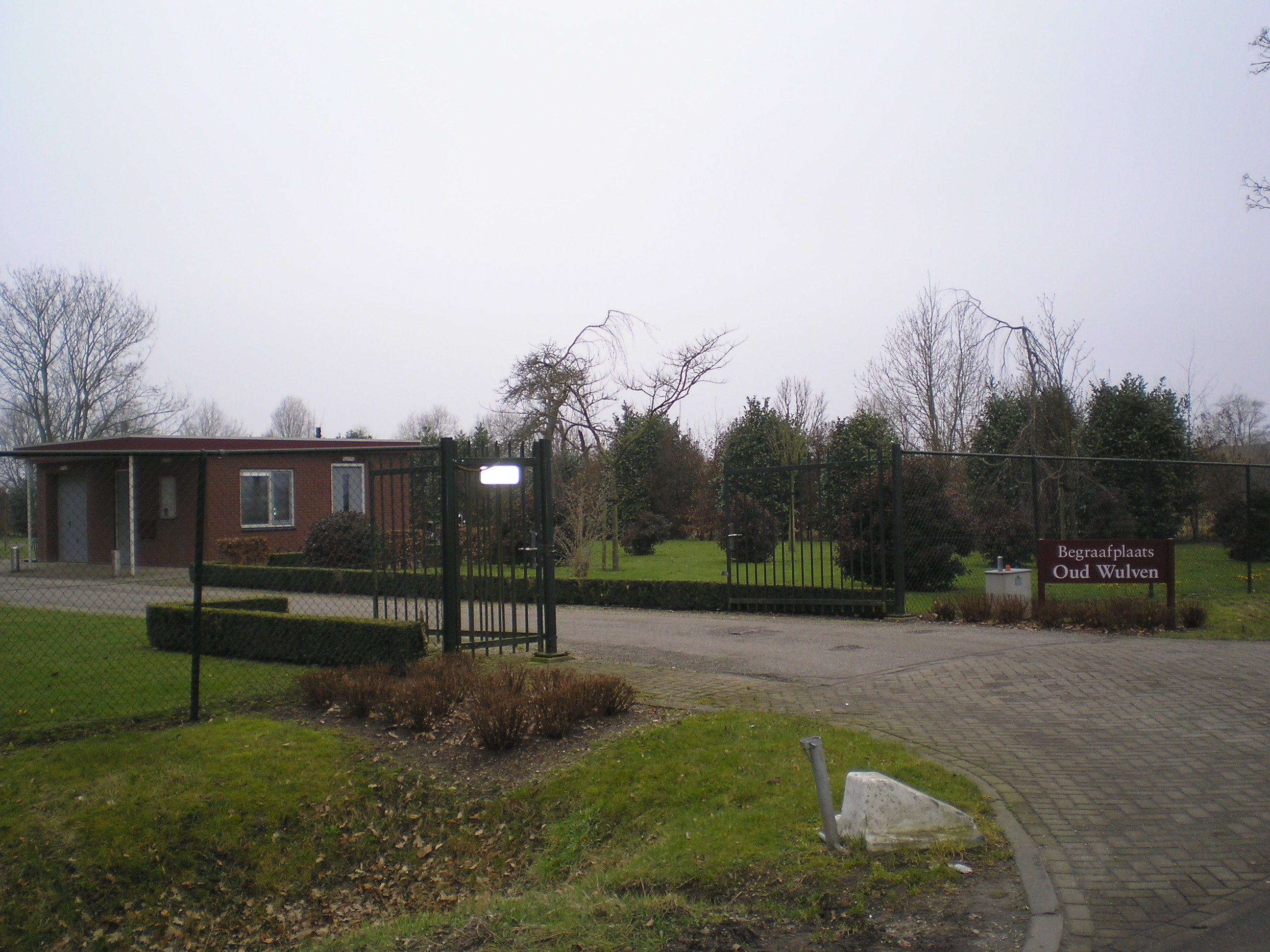
Ingang Algemene begraafplaats Oud Wulven
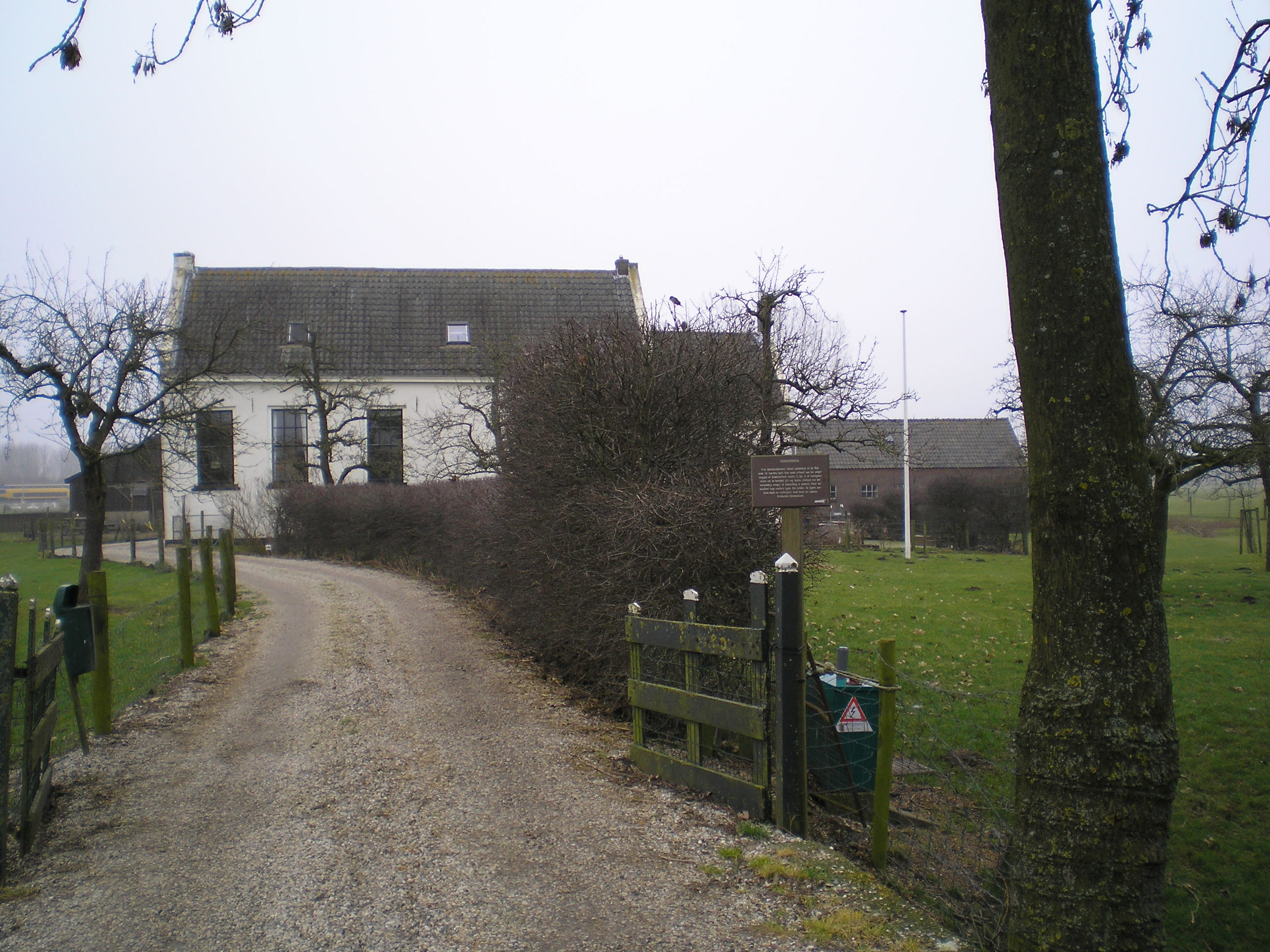
Boerderij Oudwulverbroek, Oud Wulfseweg 17 (rijksmonument)
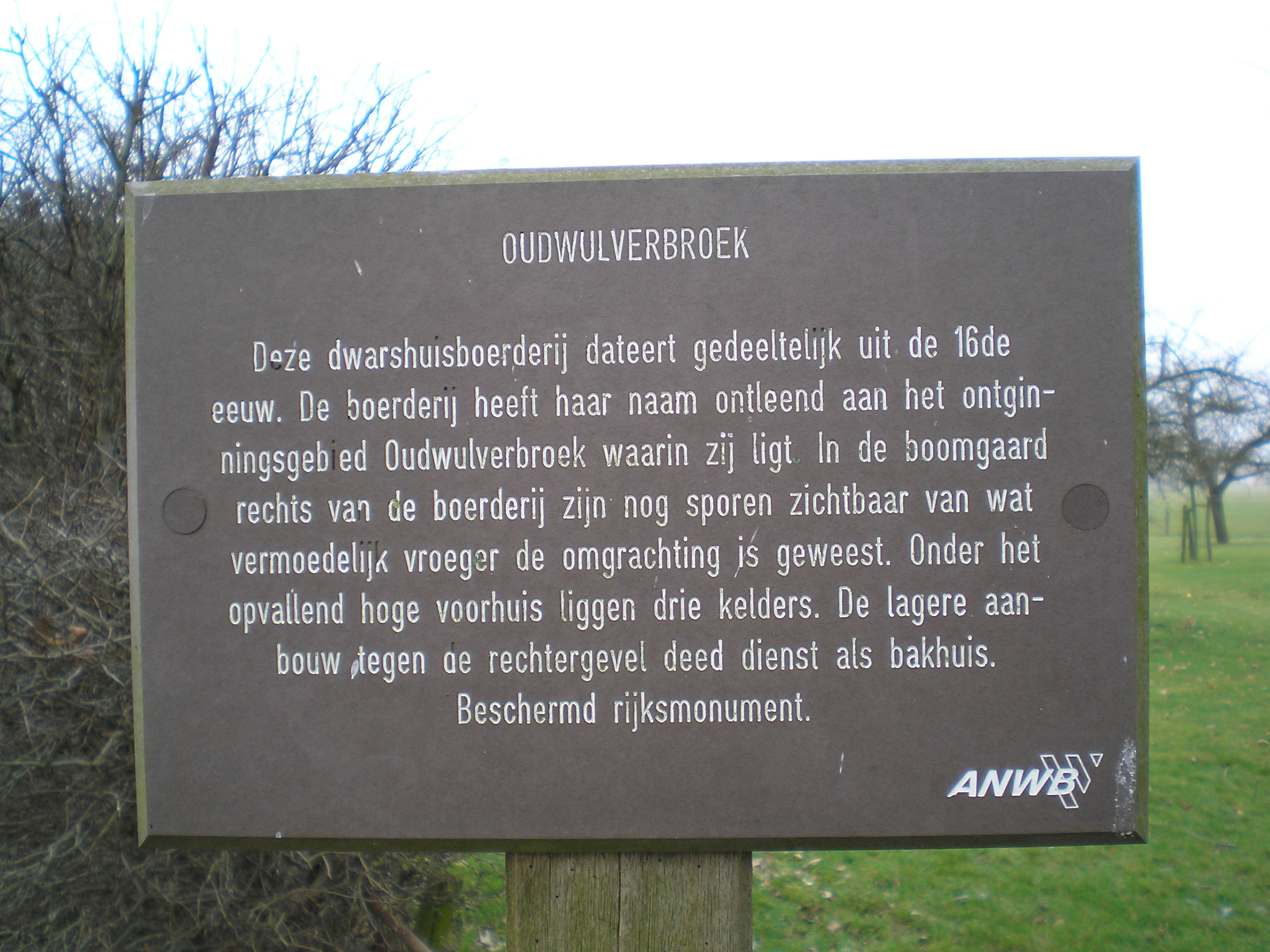
Bord met uitleg over boerderij Oudwulverbroek
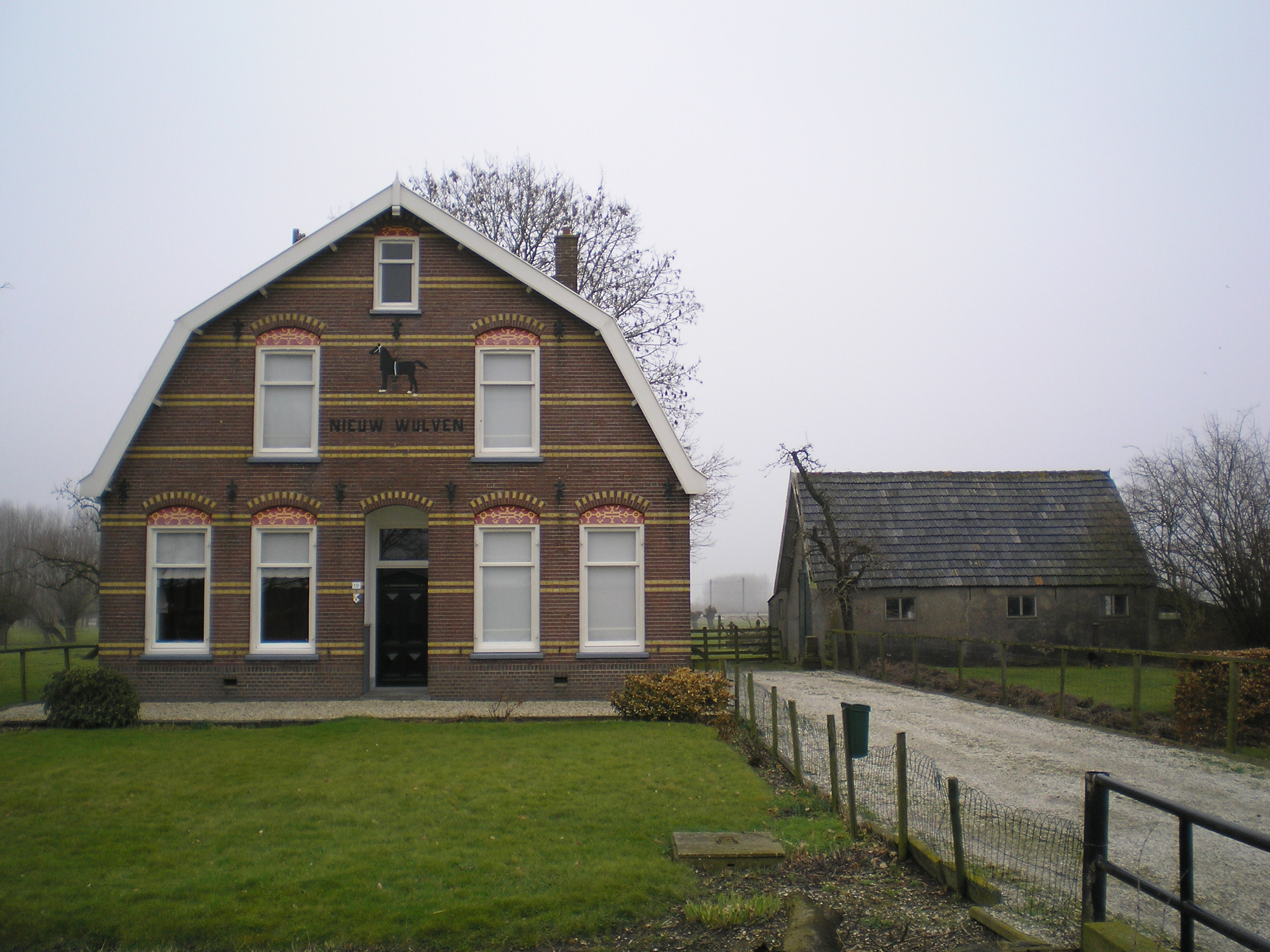
Oud Wulfseweg 19 (monument)
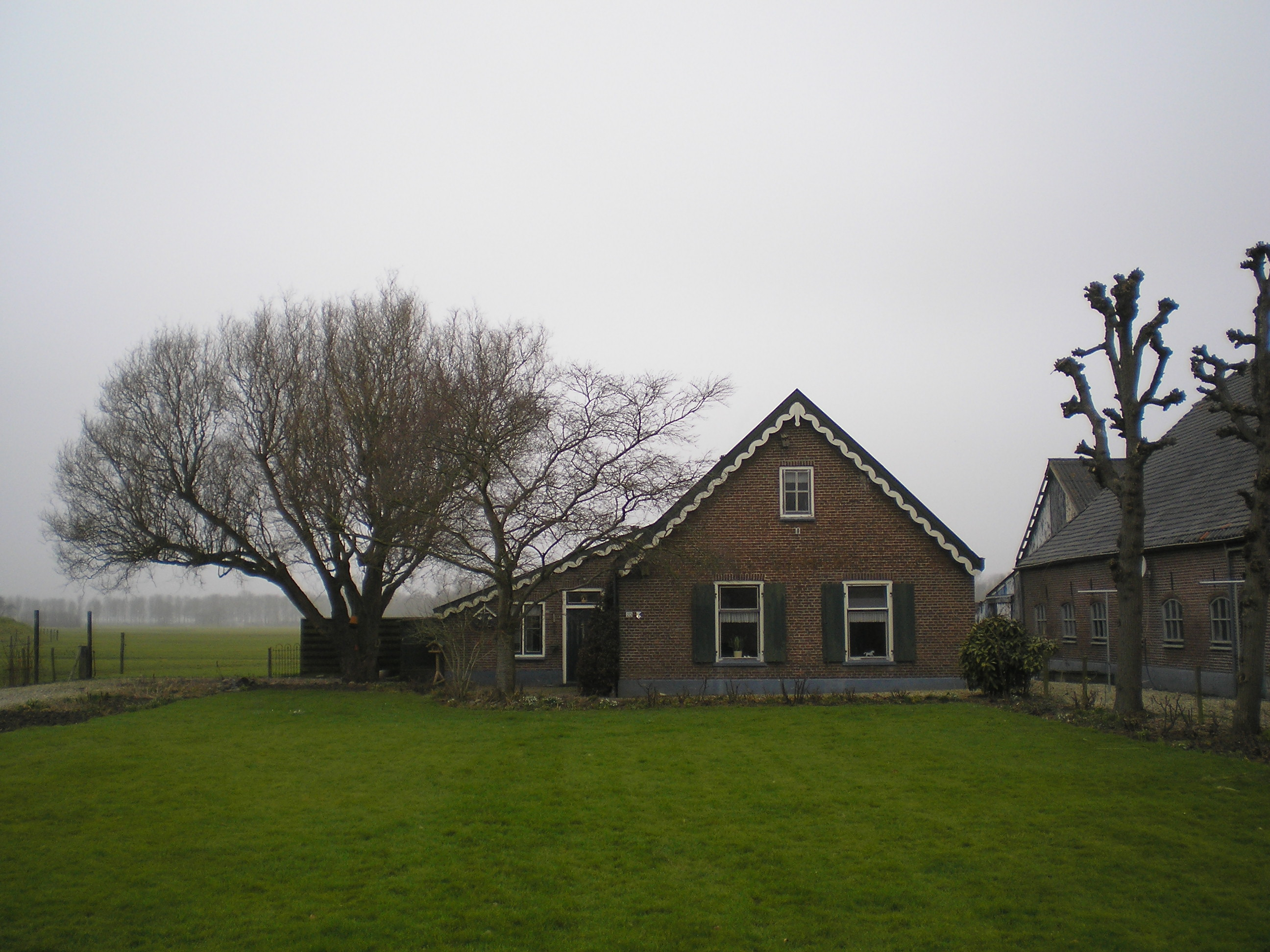
Oud Wulfseweg 20 (monument)
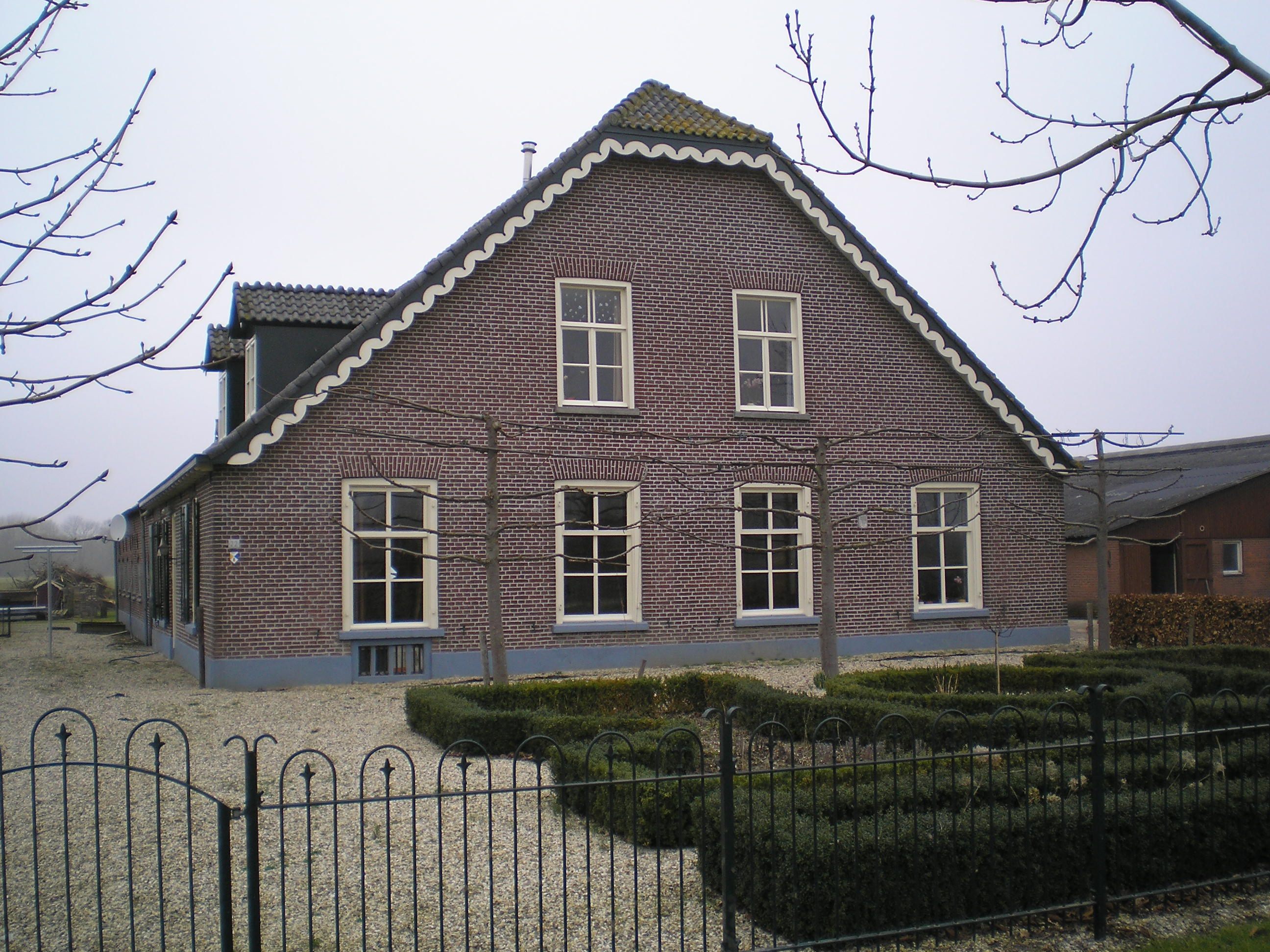
Oud Wulfseweg 22 (monument)
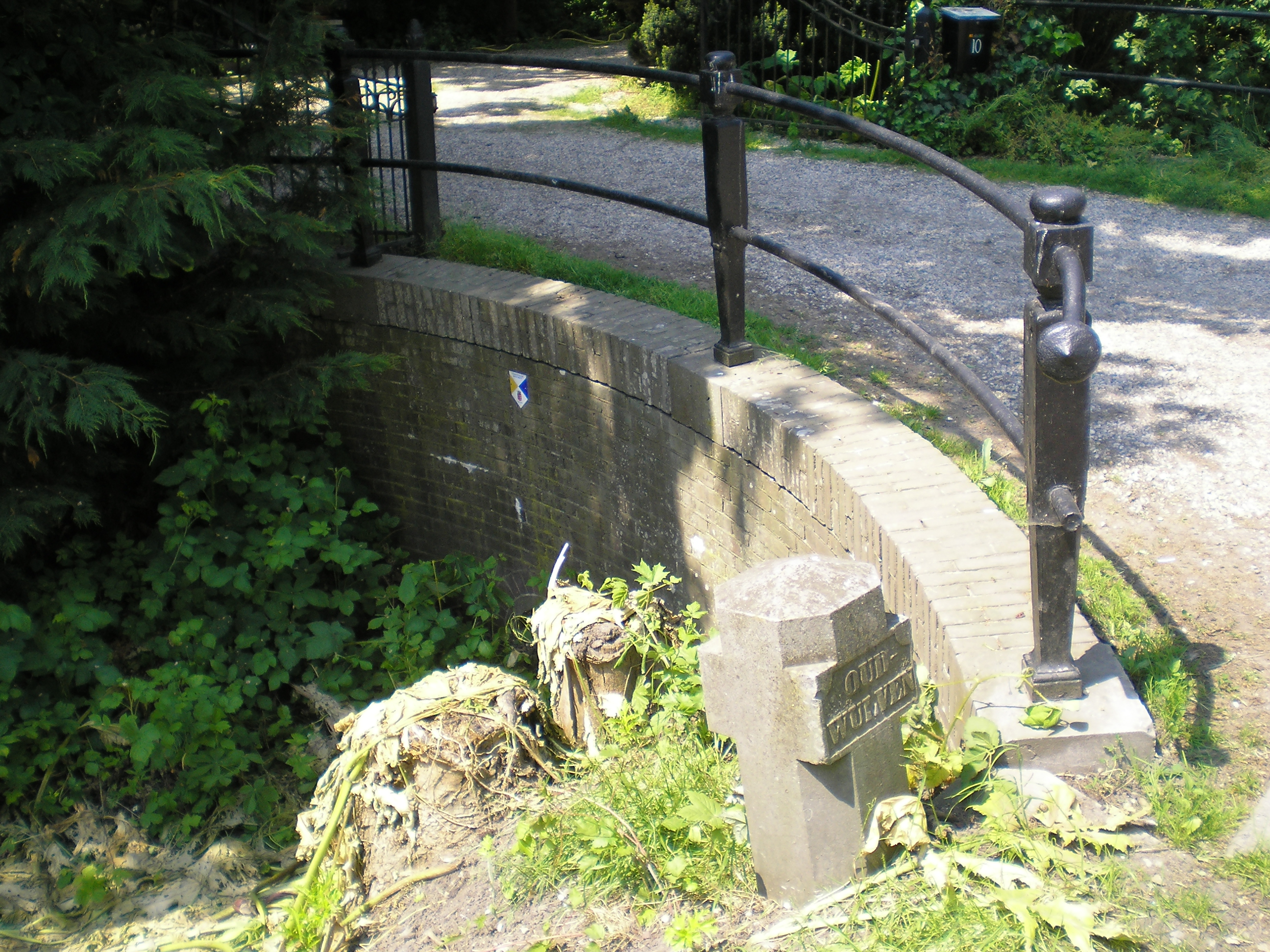
Markeersteen kasteel Oud-Wulven

Beusichemseweg ·
Burgemeester Wallerweg ·
De Poort ·
Heemsteedseweg ·
Herenweg ·
Houtensewetering ·
Koningin Julianastraat ·
Loerikseweg ·
Lupine-oord ·
Notengaarde ·
Oud Wulfseweg ·
Plein ·
Prins Bernhardweg ·
Staatsspoor ·
Stationserf ·
Tiellandtspad ·
Vlierweg ·
Weteringhout